# 2013 RD158
2013 RD158 est un objet transneptunien du disque des objets épars.